# Nicola Mesarite
Nicola Mesarite (in greco Νικόλαος Μεσαρίτης?, Nikolaos Mesaritīs; Costantinopoli, 1163/4 – Costantinopoli, 1216) è stato un teologo e vescovo ortodosso bizantino, il quale ricoprì la carica di metropolita di Efeso, durante l'Impero di Nicea.

## Biografia
Nato intorno al 1163/64, Mesarite è attestato per la prima volta nel 1200, durante il fallito colpo di Stato di Giovanni Comneno il Grosso, del quale ci ha lasciato una testimonianza scritta in quanto ne fu testimone oculare.
All'epoca infatti, Mesarite era skeuophylax della Chiesa del Pharos, situata all'interno del Gran Palazzo imperiale di Costantinopoli. 
Dopo la presa di Costantinopoli a seguito della quarta crociata (1204), Mesarite rimase inizialmente nella città.
Nel 1206, assieme al fratello Giovanni, partecipò a un incontro tra il clero ortodosso e le nuove autorità latine, rappresentate dal Patriarca Latino di Costantinopoli, Tommaso Morosini e dal legato papale, Cardinale Benedetto della Santa Susanna.
L'incontro non andò a buon fine e le divisioni tra i due partiti non furono sanate in quanto i Greci rifiutarono di sottomettersi al clero latino.
A seguito della morte del fratello, avvenuta nel 1207, Mesarite lasciò Costantinopoli per trasferirsi nell'Impero di Nicea, dove, poco dopo, fu nominato Metropolita di Efeso. 
A seguito della sua nuova nomina, fu messo a capo di un'altra missione diplomatica a Costantinopoli nel 1214/15, per discutere con il nuovo inviato papale, il cardinale Pelagio Galvani. 
Mesarite scrisse un resoconto della discussione con Pelagio, dove sottolineava l'intransigenza e intolleranza del cardinale nei confronti del clero ortodosso, insistendo sul primato del Papato. 
Nel 1216 officiò il matrimonio tra Irene Lascarina, la figlia maggiore dell'Imperatore niceno Teodoro I Lascaris, e Adronico Paleologo.

## Opere
Lo stile di Mesarite, distintosi per "la sua vividezza, il suo interesse per i dettagli e per essere spesso direttamente partecipe degli eventi" (A. Kazhdan), segna una cosciente e netta demarcazione dalle convenzioni della letteratura bizantina, infatti derisa di tanto in tanto da Mesarite stesso. 
Tutto ciò è particolarmente evidente in occasione del colpo di Stato del 1200, la cui narrazione è molto più vivida e immediata rispetto a quella di altri scrittori contemporanei, di gran lunga più stilizzati e astratti nel narrare la stessa serie di eventi. 
Anche l'epitaffio che compose per la morte del fratello contiene una testimonianza diretta della caduta di Costantinopoli in mano ai latini e degli eventi contemporanei. 
Mesarite ci ha anche lasciato una preziosa descrizione della Chiesa dei Santi Apostoli e della scuola che ospitava.

### Edizioni
- August Heisenberg, Nikolaos Mesarites. Die Palastrevolution des Johannes Komnenos, Würzburg, 1907.
- August Heisenberg, Der Epitaphios des Nikolaos Mesarites auf seinen Bruder Johannes, in Neue Quellen zur Geschichte des lateinischen Kaisertums und der Kirchenunion I, Sitzungsberichte der bayerischen Akademie der Wissenschaften, Munich, 1922.
- August Heisenberg, Die Unionsverhandlungen von 30. August 1206. Patriarchenwahl und Kaiserkrönung in Nikaia 1208, in Neue Quellen zur Geschichte des lateinischen Kaisertums und der Kirchenunion II, Munich, 1923.
- August Heisenberg, Der Bericht des Nikolaos Mesarites über die politischen und kirchlichen Ereignisse des Jahres 1214, in Neue Quellen zur Geschichte des lateinischen Kaisertums und der Kirchenunion III, Munich, 1923.
- Glanville Downey, Nikolaos Mesarites. Description of the Church of the Holy Apostles at Constantinople, Philadelphia, American Philosophical Society, 1957.